# Papa Pasquale I
Pasquale I (Roma, 775 circa – Roma, 11 febbraio 824) è stato il 98º papa della Chiesa cattolica, che lo venera come santo, dal gennaio 817 fino alla sua morte.

## Biografia
Nato a Roma intorno all'anno 775 era, secondo il Liber pontificalis, figlio di Bonosus e di Theodora. Il Liber Censuum dice che Pasquale apparteneva alla famiglia romana dei Massimo, come il suo predecessore papa Stefano IV.
Era abate benedettino della basilica di Santo Stefano. Venne elevato al pontificato per acclamazione del clero romano subito dopo la morte di papa Stefano IV. Non era trascorso infatti neanche un giorno intero dalla scomparsa del suo predecessore, poiché il clero temeva che il tempo favorisse eventuali ingerenze da parte dell'imperatore.

### Rapporti con l'Impero
Come i suoi predecessori Pasquale I si preoccupò di rendere omaggio all'imperatore carolingio Ludovico il Pio e a rassicurarlo del fatto che la celerità della sua elezione, non sollecitata da Pasquale stesso, era dovuta esclusivamente all'esigenza di evitare che il popolo romano si spaccasse in più fazioni nemiche fra loro. A tal fine inviò alla corte imperiale il legato pontificio Teodoro, che tornò a Roma con le felicitazioni dell'imperatore. Le relazioni tra Pasquale I e Ludovico il Pio comunque, non furono mai molto cordiali, così come Pasquale non riuscì mai a conquistarsi le simpatie della nobiltà romana. Gli avvenimenti dell'817-818, che riguardarono la rivolta contro l'imperatore e l'eliminazione di Bernardo re d'Italia (rivolta alla quale parteciparono anche diversi nobili ed alti prelati), videro il papa completamente assente e disinteressato.
Nell'823 Pasquale ricevette Lotario I, figlio di Ludovico il Pio e della sua prima moglie Ermengarda, già associato al trono imperiale, cui il padre aveva assegnato tre anni prima il Regnum Italicum. Nella domenica di Pasqua il papa lo incoronò ungendolo solennemente e gli consegnò simbolicamente una spada, simbolo di potestà sul popolo romano e del potere di amministrare la giustizia. Questa cerimonia, celebrata per la prima volta, si affermò come diritto del pontefice romano d'incoronare re e imperatori e di farlo a Roma. Lotario diede subito esempio d'esercizio di potere, accogliendo un'istanza dell'Abbazia di Farfa contro la Santa Sede, accusata di essersi indebitamente appropriata di beni dell'Abbazia, e imponendo la restituzione alla medesima dei beni in questione. La sentenza fu accolta con gran disappunto dalla Curia romana, ma con soddisfazione dalla nobiltà filofranca, che organizzò una rivolta contro il potere ecclesiale, i cui capi furono il primicerio dei notai romani, Teodoro (già nunzio pontificio presso la corte imperiale nell'821) e suo genero, il nomenclator Leone. La rivolta fu immediatamente repressa e i due capi furono accecati e poi decapitati. L'evento scatenò il risentimento e il sospetto, presso l'imperatore, che dietro la decisione di eliminare i due ci fosse stato lo stesso Pasquale, per cui inviò due commissari a Roma per accertare i fatti. Il papa si proclamò innocente ma si rifiutò di essere sottoposto a giudizio da giudici imperiali, accettando solo di proferire un giuramento solenne con il quale si dichiarò estraneo all'operazione di esecuzione capitale dei due, pur considerandoli personalmente colpevoli e rei di morte. I commissari rientrarono ad Aquisgrana e Ludovico preferì non dar seguito alla questione. Il popolo di Roma tuttavia non gradì l'atteggiamento di Pasquale e finì per odiarlo, al punto di rifiutargli la sepoltura all'interno della Basilica di San Pietro, e il suo successore, papa Eugenio II, calmatisi gli animi, lo fece tumulare nella basilica di Santa Prassede.
Il cosiddetto «Pactum Hludowicianum»
Con il Pactum cum Paschali pontifice (o Pactum Hludowicianum) l'imperatore s'impegnava a riconoscere la sovranità papale sui territori dello Stato Pontificio ed a garantire ai Romani il libero svolgimento delle elezioni del papa, addirittura esentandoli dalla conferma imperiale e accontentandosi di una comunicazione a mezzo dei legati pontifici. Tale documento fu successivamente contestato da molti storiografi, che anzi lo considerano un falso. Nella conferma della sovranità territoriale del papa, infatti, il documento citerebbe, oltre al ducato di Roma, anche Napoli, le Calabrie, la Sicilia e la Sardegna, tutti territori che all'epoca erano sotto la sovranità bizantina. E poiché Ludovico aveva da poco concluso una pace con l'imperatore d'Oriente, che prevedeva anche la definizione dei territori di reciproca competenza, appare quanto meno improbabile che Ludovico rischiasse di rompere quell'equilibrio donando al papa territori che non gli appartenevano. Ugualmente poco credibile risulta la libertà concessa ai Romani nell'elezione del pontefice, visto che proprio col successore di Pasquale Ludovico tentò d'imporre le sue prerogative, senza che il nuovo papa si appellasse a quella clausola che quindi, evidentemente, non esisteva.

### Rapporti con i cristiani bizantini
Papa Pasquale dovette affrontare il problema delle persecuzioni iconoclaste nell'Impero bizantino, iniziate dall'imperatore Leone V ricevendo una richiesta di aiuto da parte di Teodoro Studita, che non poté però esaudire se non scrivendo reprimende all'imperatore. Tuttavia si adoperò per trovare idonea accoglienza ai monaci greci perseguitati ed esiliati perché contrari all'iconoclastia.

### Amministrazione delpatrimonium Sancti Petri
Pasquale fece restaurare la basilica di Santa Prassede e la chiesa di Santa Maria in Domnica. Restaurò inoltre anche la basilica di Santa Cecilia in Trastevere, dove fece inumare il corpo di santa Cecilia, ritrovato nelle catacombe di San Callisto. A questo proposito il Liber pontificalis riporta che, quando le ricerche dei resti della Santa erano giunte ad un punto morto, tanto da far pensare a un trafugamento da parte dei Longobardi, fu proprio santa Cecilia ad apparire al papa, indicandogli dove avrebbe trovato i suoi resti.

## Culto
Papa Pasquale I è venerato come santo dalla Chiesa cattolica, e la sua memoria liturgica cade l'11 febbraio.
Il Martirologio romano così lo ricorda:
«11 febbraio - Sempre a Roma, deposizione di san Pasquale I, papa, il quale tolse dalle catacombe molti corpi di santi martiri, che volle trasferire nel desiderio di farli venerare, collocandoli con ogni onore in diverse chiese di Roma.»